# Bella Goodall
Isabella Goodall (10 de agosto de 1851 - 2 de febrero de 1884)  era una soprano inglesa. Saltó a la fama en el escenario de su ciudad natal, Liverpool , y más adelante se convirtió en una estrella del teatro de Londres, en actividades cómicas.
Falleció en el año 1884, y fue enterrada en el Cementerio de West Norwood.